# Ouluhalli
La salle Oulu (en finnois : Ouluhalli) est une salle de sport située dans le quartier de Raksila, près du centre-ville d'Oulu en Finlande.

## Présentation
La salle de sport construite en 1986 est gérée par le département des sports de la ville d'Oulu.
La salle est circulaire avec un diamètre de 115 mètres. Le plafond de la salle est une coupole avec une hauteur maximale de 24 mètres. 
La surface interieure de la salle est de 12 000 m² et son volume de 161 000 m³.
Il y a 830 sièges fixes dans la tribune principale, 700 sièges dans la tribune secondaire et 4 500 chaise supplémentaires. Il y a 664 places de stationnement devant la salle.

## Galerie

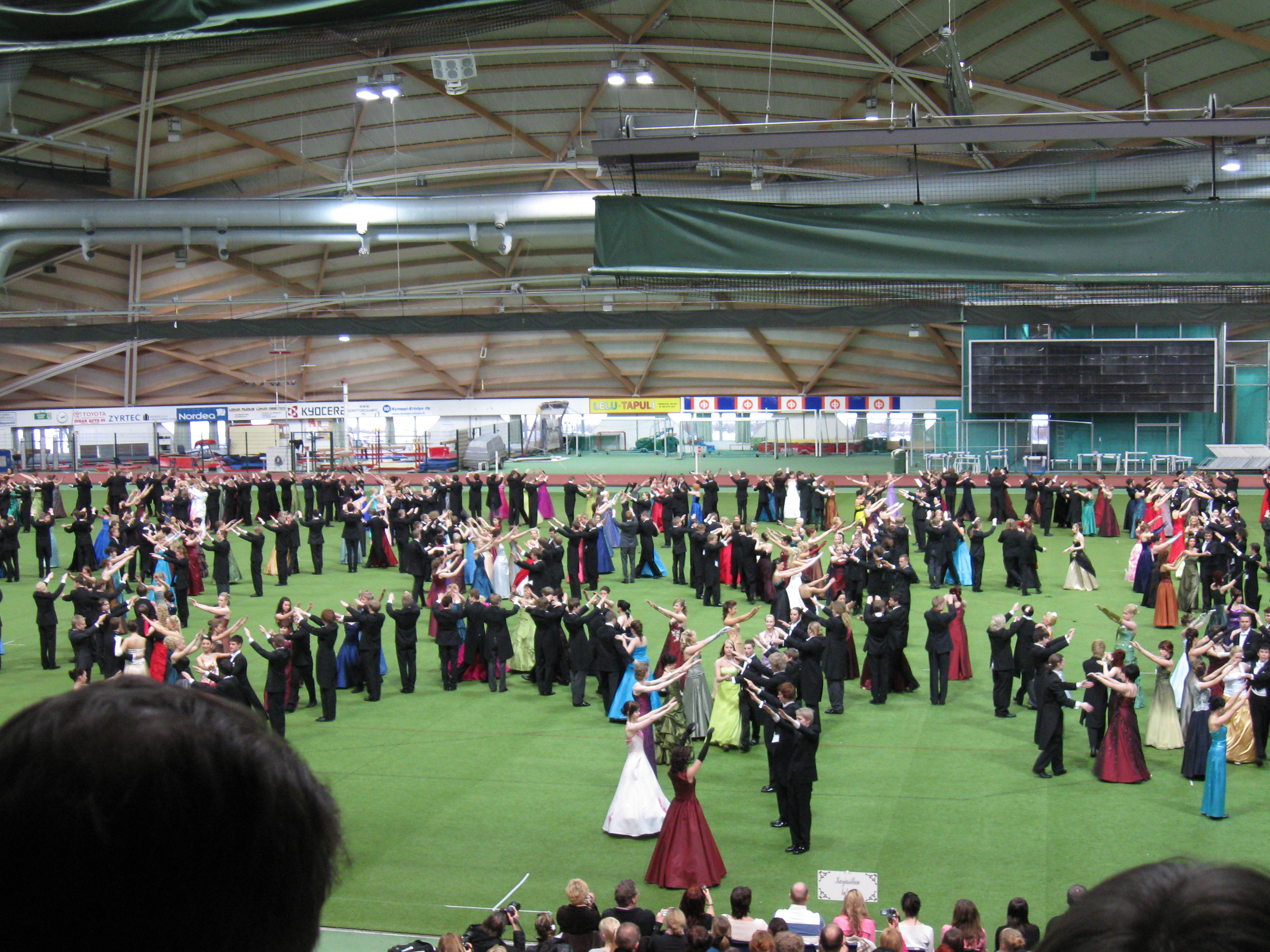
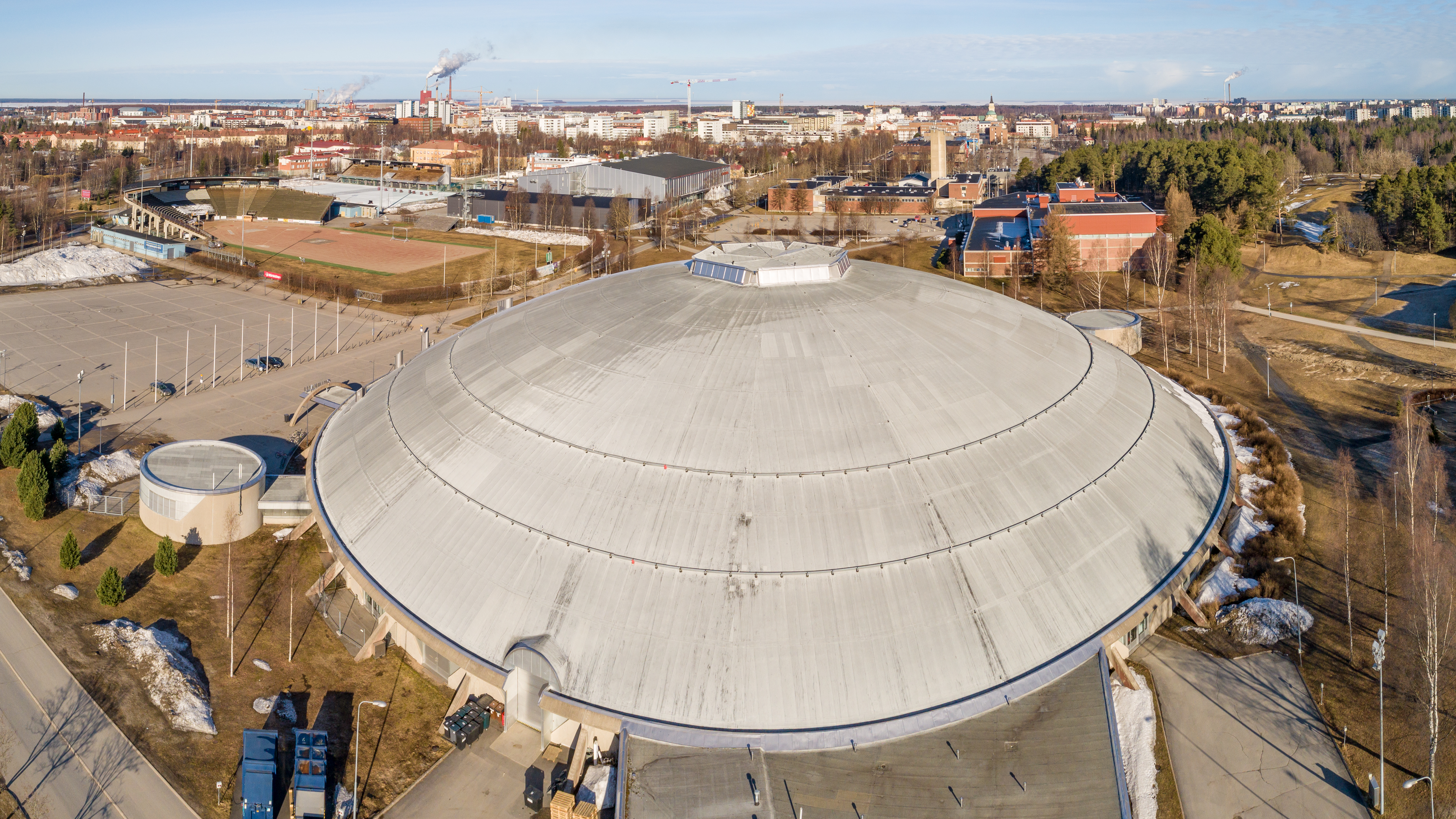
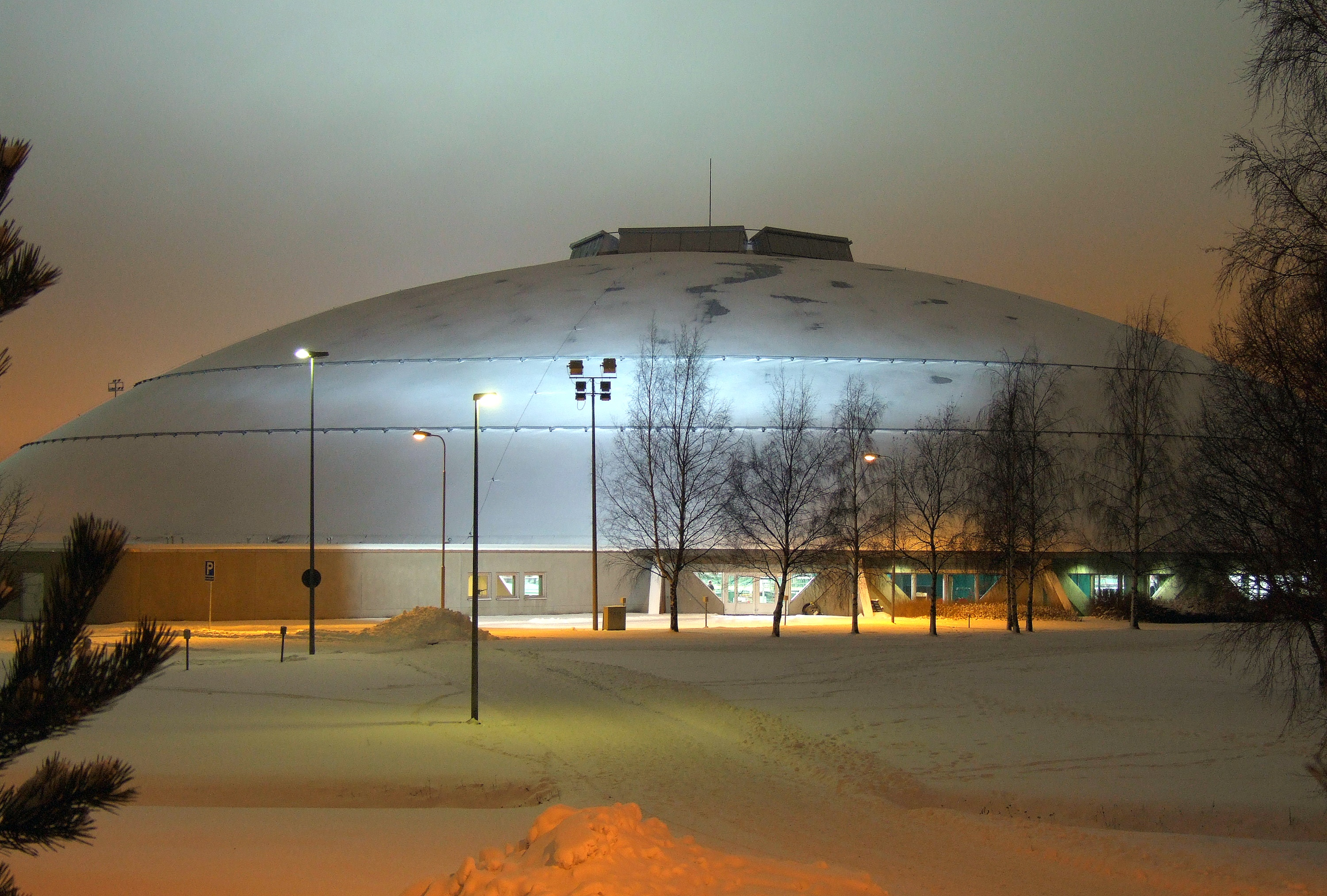